# Baumgarten (Aislingen)

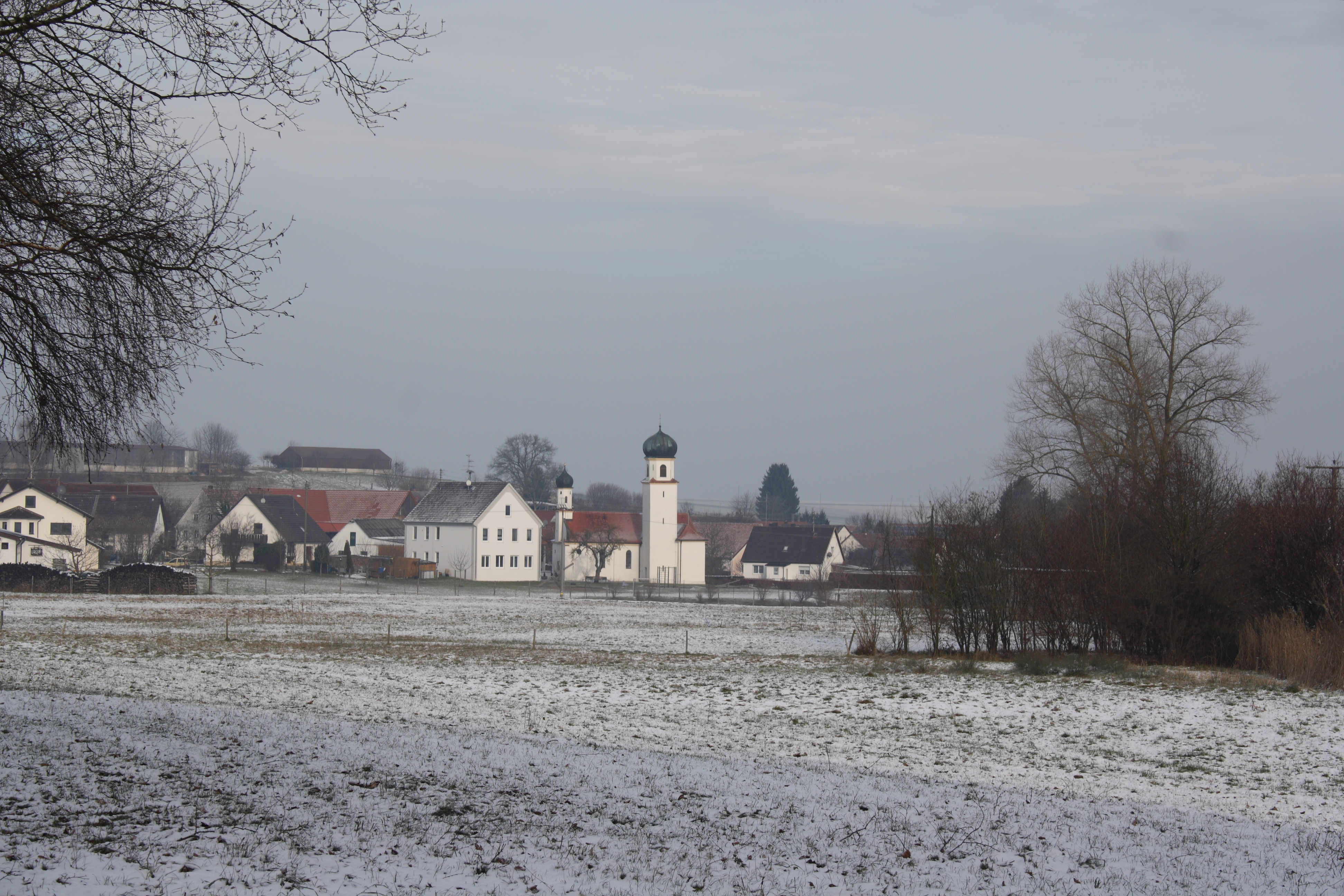
Baumgarten mit Kirche

Baumgarten ist Gemeindeteil von Aislingen im schwäbischen Landkreis Dillingen an der Donau. Baumgarten, das zum 1. Mai 1978 zusammen mit dem damaligen Ortsteil Windhausen in die Gemeinde Aislingen eingegliedert wurde, liegt drei Kilometer südwestlich von Aislingen im Tal des Aislinger Baches. Die höchste Höhe beträgt 471 m. Der Ort hatte im Mai 2020 149 Einwohner.

## Geschichte

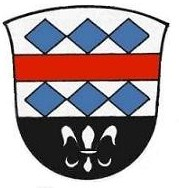
Ehemaliges Wappen der Gemeinde Baumgarten

Baumgarten geht vermutlich auf eine Ausbausiedlung des Hochmittelalters zurück. Die erste urkundliche Überlieferung des Ortes stammt von 1366. Baumgarten war Sitz der Herrschaft Baumgarten innerhalb der Markgrafschaft Burgau. Als Inhaber überliefert sind von 1366 bis 1416 die Herren von Steinheim, deren Wappen, ein von Rauten begleiteter Balken, Aufnahme in das spätere Gemeindewappen fand. Von den Herren von Steinheim kam der Ort an die Marschälle von Oberndorf und danach an die Augsburger Familie von Argen. Im 15. Jahrhundert hatten auch die Herren von Riedheim und die Herren von Hirnkoven Besitz in Baumgarten. Über das Augsburger Spital kam die Herrschaft an die Paumgartner, welche sich nun Paumgartner von Baumgarten nannten. Die Lilie aus deren Wappen wurde in das spätere Gemeindewappen übernommen.
1610 kam Baumgarten an die Grafen von Rechberg und Rothenlöwen, die auch Besitz in Rieder und Windhausen besaßen, an die Fugger, die bereits seit 1537 Inhaber der benachbarten Herrschaft Glött waren. Mit der Herrschaft Glött kam Baumgarten 1806 an Bayern und wurde dem Landgericht Dillingen zugeteilt.

### Einwohnerentwicklung zum Stand der Volkszählungen
Am 1. Dezember 1875:
- Gemeinde insgesamt: 198 Einwohner, 46 Wohngebäude, davon
- Ortsteil Baumgarten 156 Einwohner
- Ortsteil Windhausen 42 Einwohner

Am 1. Dezember 1900:
- Gemeinde insgesamt: 172 Einwohner, 38 Wohngebäude, Fläche 291,03 ha, davon
- Ortsteil Baumgarten 128 Einwohner, 30 Wohngebäude
- Ortsteil Windhausen 44 Einwohner, 8 Wohngebäude

Am 16. Juni 1925:
- Gemeinde insgesamt: 186 Einwohner, 37 Wohngebäude, Fläche 291,02 ha, davon
- Ortsteil Baumgarten 140 Einwohner, 29 Wohngebäude
- Ortsteil Windhausen 46 Einwohner, 8 Wohngebäude

Am 13. September 1950:
- Gemeinde insgesamt: 286 Einwohner, 36 Wohngebäude, Fläche 291,03 ha, davon
- Ortsteil Baumgarten 226 Einwohner, 30 Wohngebäude
- Ortsteil Windhausen 60 Einwohner, 6 Wohngebäude

Am 6. Juni 1961:
- Gemeinde insgesamt: 175 Einwohner, 36 Wohngebäude, Fläche 291,25 ha, davon
- Ortsteil Baumgarten 145 Einwohner, 30 Wohngebäude
- Ortsteil Windhausen 30 Einwohner, 6 Wohngebäude

Am 27. Mai 1970:
- Gemeinde insgesamt: 182 Einwohner, davon
- Ortsteil Baumgarten 149 Einwohner
- Ortsteil Windhausen 33 Einwohner

Am 25. Mai 1987:
- Beide Ortsteile der Gemeinde Aislingen zusammen: 219 Einwohner, 61 Wohngebäude, davon
- Ortsteil Baumgarten 177 Einwohner, 51 Wohngebäude
- Ortsteil Windhausen 42 Einwohner, 10 Wohngebäude

## Baudenkmäler
Siehe: Liste der Baudenkmäler in Baumgarten
Die katholische Filialkirche St. Leonhard wurde 1692 errichtet und 1764 erweitert.

## Bodendenkmäler
Siehe: Liste der Bodendenkmäler in Aislingen

## Schloss
Vom Schloss, das bereits in der zweiten Hälfte des 17. Jahrhunderts abgetragen wurde, blieben nur die Vorburg und das Grabensystem erhalten.